# وزارة عصام شرف
وزارة عصام الدين شرف هي الوزارة السابعة عشر بعد المائة في تاريخ مصر. كُلف عصام شرف بتشكيل الوزارة في 3 مارس 2011، صدر قرار تشكيل الوزارة وأدت الوزارة اليمين الدستورية في 7 مارس 2011. وقد قام الدكتور عصام شرف بإجراء تغيير وزاري طال 14 وزيراً  وذلك بعد احتجاجات واعتصامات واسعة في ميدان التحرير فيما سمي بـ اعتصام 8 يوليو. استقالت الوزارة في 21 نوفمبر 2011، واستمرت في تسيير الأعمال لحين تشكيل الوزارة الجديدة.

## أعضاء الحكومة
ملاحظات:
- تبدأ مدة الوزارة من تاريخ العمل بقرار رئيس الجمهورية الصادر بتشكيل الوزارة.
- تنتهي مدة الوزارة في تاريخ استقالة الوزارة بينما يستمر بعدها التشكيل الوزاري في تسيير الأعمال لحين صدور قرار تشكيل الوزارة الجديدة.

| المنصب                                                     | شاغل المنصب                                                                                 | شغل المنصب | شغل المنصب | غادر المنصب    | غادر المنصب                           |
| المنصب                                                     | شاغل المنصب                                                                                 | في | وزارة | في             | وزارة                                 |
| ---------------------------------------------------------- | ------------------------------------------------------------------------------------------- | --- | --- | -------------- | ------------------------------------- |
| رئيس مجلس الوزراء                                          | عصام شرف                                                                                    | 7 مارس 2011 | 7 مارس 2011 | 21 نوفمبر 2011 | 21 نوفمبر 2011                        |
| نائب رئيس مجلس الوزراء                                     | يحيي الجمل                                                                                  | 22 فبراير 2011 | وزارة أحمد شفيق | 21 نوفمبر 2011 | 21 نوفمبر 2011                        |
| نائب رئيس مجلس الوزراء للتنمية السياسية والتحول الديمقراطي | علي السلمي                                                                                  | 21 يوليو 2011 | تعديل وزاري | 21 نوفمبر 2011 | 21 نوفمبر 2011                        |
| نائب رئيس مجلس الوزراء للشئون الاقتصادية                   | حازم الببلاوي                                                                               | 21 يوليو 2011 | تعديل وزاري | 21 نوفمبر 2011 | 21 نوفمبر 2011                        |
| الوزير المختص بالتنمية الإدارية                            | عصام شرف                                                                                    | 22 مارس 2011 | تعديل وزاري | 31 يوليو 2011  | تعديل وزاري                           |
| الوزير المختص بالتنمية الإدارية                            | علي السلمي                                                                                  | 31 يوليو 2011 | تعديل وزاري | 8 أغسطس 2011   | تعديل وزاري                           |
| الوزير المختص بالتنمية الإدارية                            | أشرف حسن عبد الوهاب "مساعد وزير مفوض في الاختصاصات المقررة للوزير المختص بالتنمية الإدارية" | 8 أغسطس 2011 | تعديل وزاري | 21 نوفمبر 2011 | 21 نوفمبر 2011                        |
| وزير قطاع الأعمال العام                                    | علي السلمي                                                                                  | 21 يوليو 2011 | 21 يوليو 2011 | 21 نوفمبر 2011 | 21 نوفمبر 2011                        |
| الدفاع والإنتاج الحربي                                     | محمد حسين طنطاوي                                                                            | 20 مايو 1991 | وزارة عاطف صدقي الثانية | 12 أغسطس 2012  | وزارة هشام قنديل                      |
| الداخلية                                                   | منصور العيسوي                                                                               | 7 مارس 2011 | 7 مارس 2011 | 21 نوفمبر 2011 | 21 نوفمبر 2011                        |
| الخارجية                                                   | نبيل العربي                                                                                 | 7 مارس 2011 | 7 مارس 2011 | 15 مايو 2011   | اختير أميناً عاماً لجامعة الدول العربية |
| الخارجية                                                   | محمد العرابي                                                                                | 14 يونيو 2011 | تعديل وزاري | 21 يوليو 2011  | تعديل وزاري                           |
| الخارجية                                                   | محمد كامل عمرو                                                                              | 21 يوليو 2011 | تعديل وزاري | 8 يوليو 2013   | وزارة هشام قنديل                      |
| المالية                                                    | سمير رضوان                                                                                  | 31 يناير 2011 | وزارة أحمد شفيق | 21 يوليو 2011  | تعديل وزاري                           |
| المالية                                                    | حازم الببلاوي                                                                               | 21 يوليو 2011 | تعديل وزاري | 21 نوفمبر 2011 | 21 نوفمبر 2011                        |
| الكهرباء والطاقة                                           | حسن يونس                                                                                    | 13 يوليو 2004 | وزارة أحمد نظيف الأولى | 25 يونيو 2012  | وزارة كمال الجنزوري الثانية           |
| الزراعة واستصلاح الأراضي                                   | أيمن فريد أبو حديد                                                                          | 31 يناير 2011 | وزارة أحمد شفيق | 21 يوليو 2011  | تعديل وزاري                           |
| الزراعة واستصلاح الأراضي                                   | صلاح يوسف فرج                                                                               | 21 يوليو 2011 | تعديل وزاري | 21 نوفمبر 2011 | 21 نوفمبر 2011                        |
| الطيران المدني                                             | إبراهيم مناع                                                                                | 31 يناير 2011 | وزارة أحمد شفيق | 21 يوليو 2011  | تعديل وزاري                           |
| الطيران المدني                                             | لطفي مصطفى كمال                                                                             | 21 يوليو 2011 | تعديل وزاري | 21 نوفمبر 2011 | 21 نوفمبر 2011                        |
| الاتصالات وتكنولوجيا المعلومات                             | ملف:MaguedOsman.jpg ماجد عثمان                                                              | 22 فبراير 2011 | وزارة أحمد شفيق | 21 يوليو 2011  | تعديل وزاري                           |
| الاتصالات وتكنولوجيا المعلومات                             | محمد عبد القادر سالم                                                                        | 21 يوليو 2011 | تعديل وزاري | 25 يونيو 2012  | وزارة كمال الجنزوري الثانية           |
| الثقافة                                                    | عماد أبو غازي                                                                               | 7 مارس 2011 | 7 مارس 2011 | 21 نوفمبر 2011 | 21 نوفمبر 2011                        |
| الإعلام                                                    | أسامة هيكل                                                                                  | 9 يوليو 2011 | تعديل وزاري | 21 نوفمبر 2011 | 21 نوفمبر 2011                        |
| التربية والتعليم                                           | أحمد جمال الدين موسى                                                                        | 22 فبراير 2011 "وزير التعليم العالي والتربية والتعليم - وزارة أحمد شفيق" 7 مارس 2011 "وزير التربية والتعليم - وزارة عصام شرف"                           | 22 فبراير 2011 "وزير التعليم العالي والتربية والتعليم - وزارة أحمد شفيق" 7 مارس 2011 "وزير التربية والتعليم - وزارة عصام شرف"                           | 21 نوفمبر 2011 | 21 نوفمبر 2011                        |
| الصناعة والتجارة الخارجية                                  | سمير الصياد                                                                                 | 22 فبراير 2011 | وزارة أحمد شفيق | 21 يوليو 2011  | تعديل وزاري                           |
| الصناعة والتجارة الخارجية                                  | محمود عبد الرحمن عيسى                                                                       | 21 يوليو 2011 | تعديل وزاري | 25 يونيو 2012  | وزارة كمال الجنزوري الثانية           |
| الصحة والسكان                                              | أشرف حاتم                                                                                   | 22 فبراير 2011 | وزارة أحمد شفيق | 21 يوليو 2011  | تعديل وزاري                           |
| الصحة والسكان                                              | عمرو حلمي                                                                                   | 21 يوليو 2011 | تعديل وزاري | 21 نوفمبر 2011 | 21 نوفمبر 2011                        |
| التضامن والعدالة الاجتماعية                                | جودة عبد الخالق                                                                             | 22 فبراير 2011 | وزارة أحمد شفيق | 21 نوفمبر 2011 | 21 نوفمبر 2011                        |
| التخطيط                                                    | فايزة أبو النجا                                                                             | 22 فبراير 2011 "وزيرة التخطيط والتعاون الدولي - وزارة أحمد شفيق"                                                                                        | 22 فبراير 2011 "وزيرة التخطيط والتعاون الدولي - وزارة أحمد شفيق"                                                                                        | 25 يونيو 2012  | وزارة كمال الجنزوري الثانية           |
| العدل                                                      | محمد عبد العزيز الجندي                                                                      | 7 مارس 2011 | 7 مارس 2011 | 21 نوفمبر 2011 | 21 نوفمبر 2011                        |
| القوى العاملة والهجرة                                      | أحمد حسن البرعي                                                                             | 7 مارس 2011 | 7 مارس 2011 | 21 نوفمبر 2011 | 21 نوفمبر 2011                        |
| البترول والثروة المعدنية                                   | عبد الله غراب                                                                               | 7 مارس 2011 | 7 مارس 2011 | 25 يونيو 2012  | وزارة كمال الجنزوري الثانية           |
| الأوقاف                                                    | عبد الله الحسيني هلال                                                                       | 31 يناير 2011 | وزارة أحمد شفيق | 21 يوليو 2011  | تعديل وزاري                           |
| الأوقاف                                                    | عبد الفضيل القوصي                                                                           | 21 يوليو 2011 | تعديل وزاري | 25 يونيو 2012  | وزارة كمال الجنزوري الثانية           |
| السياحة                                                    | منير فخري عبد النور                                                                         | 22 فبراير 2011 | وزارة أحمد شفيق | 25 يونيو 2012  | وزارة كمال الجنزوري الثانية           |
| النقل                                                      | عاطف عبد الحميد                                                                             | 31 يناير 2011 | وزارة أحمد شفيق | 21 يوليو 2011  | تعديل وزاري                           |
| النقل                                                      | علي زين العابدين هيكل                                                                       | 21 يوليو 2011 | تعديل وزاري | 21 نوفمبر 2011 | 21 نوفمبر 2011                        |
| الموارد المائية والري                                      | حسين العطفي                                                                                 | 31 يناير 2011 | وزارة أحمد شفيق | 21 يوليو 2011  | تعديل وزاري                           |
| الموارد المائية والري                                      | هشام قنديل                                                                                  | 21 يوليو 2011 | تعديل وزاري | 25 يونيو 2012  | وزارة كمال الجنزوري الثانية           |
| التعليم العالي والبحث العلمي والتكنولوجيا                  | عمرو عزت سلامة                                                                              | 22 فبراير 2011 "وزير البحث العلمي والعلوم والتكنولوجيا - وزارة أحمد شفيق" 7 مارس 2011 "وزير التعليم العالي والبحث العلمي والتكنولوجيا - وزارة عصام شرف" | 22 فبراير 2011 "وزير البحث العلمي والعلوم والتكنولوجيا - وزارة أحمد شفيق" 7 مارس 2011 "وزير التعليم العالي والبحث العلمي والتكنولوجيا - وزارة عصام شرف" | 21 يوليو 2011  | تعديل وزاري                           |
| التعليم العالي والدولة للبحث العلمي                        | معتز خورشيد                                                                                 | 21 يوليو 2011 | تعديل وزاري | 21 نوفمبر 2011 | 21 نوفمبر 2011                        |
| الإسكان والمرافق والتنمية العمرانية                        | محمد فتحي البرادعي                                                                          | 31 يناير 2011 | وزارة أحمد شفيق | 25 يونيو 2012  | وزارة كمال الجنزوري الثانية           |
| الدولة للإنتاج الحربي                                      | سيد مشعل                                                                                    | 10 أكتوبر 1999 | وزارة عاطف عبيد | 21 يوليو 2011  | تعديل وزاري                           |
| الدولة للإنتاج الحربي                                      | على صبري                                                                                    | 21 يوليو 2011 | تعديل وزاري | 12 أغسطس 2012  | وزارة هشام قنديل                      |
| الدولة للتنمية المحلية                                     | محسن النعماني                                                                               | 31 يناير 2011 | وزارة أحمد شفيق | 21 يوليو 2011  | تعديل وزاري                           |
| التنمية المحلية                                            | محمد أحمد عطية                                                                              | 21 يوليو 2011 | تعديل وزاري | 25 يونيو 2012  | وزارة كمال الجنزوري الثانية           |
| الدولة لشئون البيئة                                        | ماجد جورج                                                                                   | 13 يوليو 2004 | وزارة أحمد نظيف الأولى | 21 نوفمبر 2011 | 21 نوفمبر 2011                        |
| الدولة لشئون الآثار                                        | زاهي حواس                                                                                   | 31 مارس 2011 | تعديل وزاري | 21 نوفمبر 2011 | 21 نوفمبر 2011                        |

## التعديلات
- في 22 مارس 2011 صدر قرار رئيس المجلس الأعلى للقوات المسلحة رقم 38 لسنة 2011 بكون رئيس مجلس الوزراء هو الوزير المختص بالتنمية الإدارية.[8]
- في 31 مارس 2011 صدر قرار رئيس المجلس الأعلى للقوات المسلحة رقم 47 لسنة 2011 بتعيين زاهي عباس عبد الوهاب حواس وزير دولة لشئون الآثار.[9]
- في 15 مايو 2011 اختير نبيل العربي وزير الخارجية أميناً عاماً لجامعة الدول العربية.[10][11]
- تعديل 14 يونيو 2011 بتعيين محمد العرابي وزيراً للخارجية.[12]
- في 9 يوليو 2011 صدر قرار رئيس المجلس الأعلى للقوات المسلحة رقم 133 مكرر لسنة 2011 بتعيين أسامة حسن عطوة هيكل وزيراً للإعلام.[13]
- في 21 يوليو 2011 صدر قرار رئيس المجلس الأعلى للقوات المسلحة رقم 143 لسنة 2011 بالتعديل الوزاري التالي:[14]
  - علي محمد عبد الحافظ السلمي، نائبا لرئيس مجلس الوزراء للتنمية السياسية والتحول الديمقراطي وزيرا لقطاع الأعمال العام.
  - حازم عبد العزيز محمد الببلاوي، نائبا لرئيس مجلس الوزراء للشئون الاقتصادية ووزيرا للمالية.
  - محمد أحمد عطية، وزيراً للتنمية المحلية.
  - معتز محمد حسني خورشيد، وزيراً للتعليم العالي والدولة للبحث العلمي.
  - محمد عبد الفضيل القوصي، وزيراً للأوقاف.
  - محمد كامل عمرو، وزيراً للخارجية.
  - لطفي مصطفى كمال، وزيراً للطيران المدني.
  - محمود عبد الرحمن السيد عيسى، وزيراً للصناعة والتجارة الخارجية.
  - علي إبراهيم صبري، وزير دولة للإنتاج الحربي.
  - محمد عبد القادر محمد سالم، وزيراً للاتصالات وتكنولوجيا المعلومات.
  - عمرو محمد حلمي، وزيراً للصحة والسكان.
  - علي زين العابدين سالم هيكل، وزيراً للنقل.
  - صلاح يوسف فرج، وزيراً للزراعة وإستصلاح الأراضي.
  - هشام محمد قنديل، وزيرا للموارد المائية والري.
- في 31 يوليو 2011 صدر قرار رئيس المجلس الأعلى للقوات المسلحة رقم 153 لسنة 2011 بتفويض نائب رئيس مجلس الوزراء للتنمية السياسية والتحوّل الديمقراطي اختصاصات وزير التنمية الإدارية.[15]
- في 8 أغسطس 2011 صدر قرار نائب رئيس مجلس الوزراء رقم 14 لسنة 2011 بتفويض أشرف حسن عبد الوهاب مساعد الوزير في الاختصاصات المقررة للوزير المختص بالتنمية الإدارية.[16]